# Visconde de Nápoles e Lemos
Visconde de Nápoles e Lemos é um título nobiliárquico criado por D. Carlos I de Portugal, por Decreto de 19 de Junho de 1905, em favor de Tomás Metelo de Nápoles e Lemos.
Titulares
1. Tomás Metelo de Nápoles e Lemos, 1.° Visconde de Nápoles e Lemos.